# آراء دينية عن التبرع بالأعضاء
تتنوع الآراء الدينية عن التبرع بالأعضاء بتنوع الأديان والطوائف الدينية ولديهم وجهات نظر مختلفة حول التبرع بالأعضاء من الأحياء أو من الموتى اعتمادًا على أيديولوجياتهم، ويمكن أن تتغير الآراء اعتمادًا على كيفية الموت سواء كان سبب الوفاة سكتة دماغية أو توقف في ضربات القلب، وعلى الأطباء ومقدمي الرعاية الصحية أن يأخذوا هذا التنوع في عين الاعتبار نظرًا لتنوع ثقافات المرضى الذين يعالجونهم.

## لمحة عامة
أثر التطور التكنولوجي والطبي في تغير الأخلاقيات الطبية التي يجب أن يتعامل بها الطبيب من مريضه عند الشروع بالتبرع بالأعضاء أو استلامها، ومن الصعب جدًا أن يُجزم الأمر نظرًا لتنوع الآراء في مختلف الأديان.
عرّفت كلية الطب بجامعة هارفارد الموت على أنه «غيبوبة لا رجعة فيها» الأمر الذي أثار المشكلات حيال التبرع بالأعضاء وزرعها، من المهم للأطباء وممارسي الرعاية الصحية أن يتفهموا الآراء الدينية حول أخلاقيات التبرع بالأعضاء في المجتمعات متعددة الثقافات حتى يظل التقدم الطبي متوافقًا مع الآراء الدينية.
لا يجود أي نص في أي كتاب سماوي يحرم عملية نقل الأعضاء والتبرع بها، لذا فإن الأمر بكامله يعتمد على التفسير من قبل علماء الدين وهذا ما أعطى آراء مختلفة لمعتنقي الديانة نفسها.

## الديانة المسيحية
يشجع المسيحيون عمومًا التبرع بالأعضاء ويدخلوه ضمن باب الإيثار ويعتبرون القرار هو مسألة فردية، صرحت كنيسة إنجلترا بأن التبرع بالأعضاء واجب من واجبات الديانة المسيحية.

### الكاثوليكية
يعتقد الكاثوليك أن الجسد الميت يذهب للقيامة والحياة الأبدية، لكن الحب وروح المشاركة طغت على المعتقدات الكاثوليكية إذ شجعت تعلى التبرع بالأعضاء واعتبرته عملًا من أعمال العطاء والتواصل، وشجع البابا يوحنا بولس الثاني على التبرع بالأعضاء ولكن لا يُسمح للبابوات المتوفين بالتبرع بأعضائهم لأنها يجب أن تبقى سليمة.

### شهود يهوه
لا يُسمح لشهود يهوه بقبول التبرع بالدم ويعتبرونه عملًا محرمًا وتعد وجهة نظرهم للتبرع بالأعضاء مماثلة إلا إذا كان التبرع بالأعضاء لا يشمل نقل الدم ويعتبرون الأخير عملًا فرديًا.

## الإسلام
يقبل غالبية رجال الدين المسلمين عملية التبرع بالأعضاء خلال حياة الشخص بشرط عدم إيذاء المتبرع ولكنهم يكرهونه بمجرد إعلان موت المتبرع.
لكن الآراء الإسلامية متضاربة فيما يخص هذا الموضوع ويعتبر المسلمون غير متأكدين بتحليل التبرع بالأعضاء أو تحريمه إذ لا يوجد أي نص قرآني يمنع ذلك وإن القرار يعتمد على تفسير رجال الدين.
في الجهة المقابلة يعتقد المسلمون أن أجسامهم وأعضائهم ليست ملكهم وإنما هي هبة من الله ويجب عليهم المحافظة عليها لتكون موجودة في يوم القيامة لأنهم سيُسألون عنها وإن التبرع بالأعضاء يتعارض مع هذه النقطة.
يتخذ بعض المسلمين حديث الرسول محمد «من أعان مسلمًا أعانه الله يوم القيامة» مرجعًا يحلل التبرع بالأعضاء حسب تفسيرهم لحديثه.